# Beyond Tradition
Beyond Tradition – Kraft der Naturstimmen ist ein Schweizer Dokumentarfilm von Lea Hagmann und Rahel von Gunten aus dem Jahr 2023. Kinostart in der Schweiz war am 12. Oktober 2023.

## Entstehung

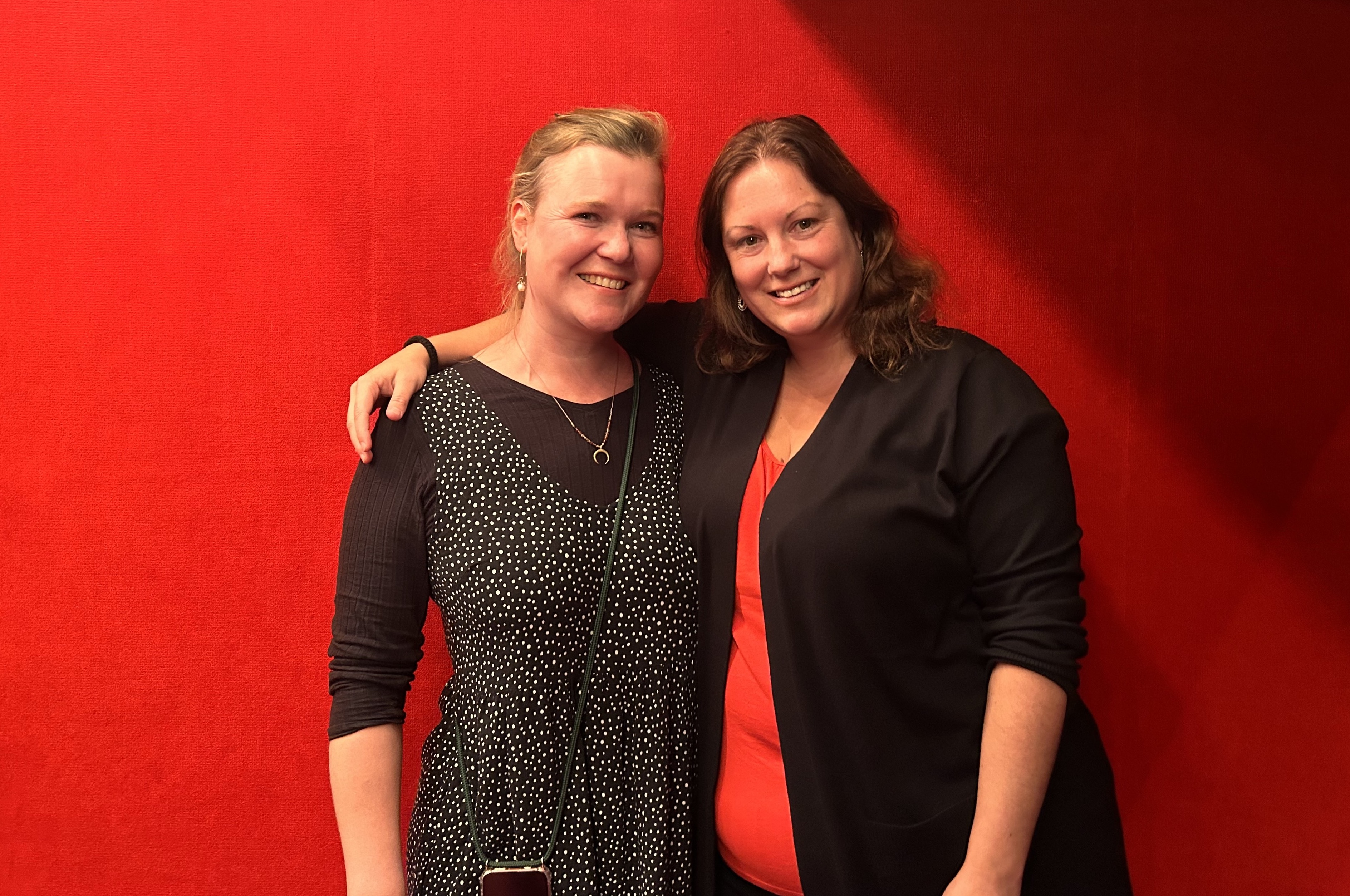
Rahel von Gunten und Lea Hagmann

Während ihres Doktoratsstudiums (2013–2018) in der Musikethnologie befasste sich Lea Hagmann mit dem Folk-Revival in Cornwall (GB). Dabei standen Fragen nach Tradition, Innovation, Authentizität sowie Musik und Identität im Zentrum. An einem Bewerbungsgespräch für eine Forschungsstelle zum Schweizer Naturjodel wurde ihr die Frage gestellt, wie sie denn die Resultate ihrer Forschung verbreiten würde. «Mit einem Film», antwortete sie, ohne vom Filmen gross eine Ahnung zu haben. Dadurch erhoffte sie, ein breiteres Publikum zu erreichen als über wissenschaftliche Publikationen. Die Stelle erhielt sie zwar nicht, die Idee aber blieb.
Auf der Suche nach einem Filmemacher, der sich mit Schweizer Traditionen beschäftigt, stiess sie auf Thomas Rickenmann. Sie fragte ihn, ob er ein Filmprojekt über den Appenzeller Naturjodel realisieren würde – er sagte zu. 2019 kam Rahel von Gunten dazu, die Lea Hagmann vom Gymnasium her kannte und mit der sie schon damals gerne zusammengearbeitet hatte. Rahel von Gunten arbeitete bereits länger mit Thomas Rickenmann zusammen und brachte 2020 den Film «Im Berg dahuim» in die Schweizer und süddeutschen Kinos.
Schon bald wurde klar, dass sich Hagmann nicht auf den Appenzeller Naturjodel beschränken wollte. Der georgische Jodel Krimanchuli kam dazu und der Joik der skandinavischen Saami. Um mehr über diese traditionellen Gesänge zu erfahren, unternahm sie 2019 mit Rahel eine Reise in den Norden. In der Norwegerin Marja Mortensson fanden sie eine junge Sängerin, die bereit war, im Filmprojekt mitzuarbeiten. Das Resultat dieser länderübergreifenden Zusammenarbeit wurde «Beyond Tradition».

## Inhalt
Der Film geht der Frage nach, was Tradition ist und wie diese heute gelebt werden kann. Auf der Suche nach Antworten trifft der Appenzeller Naturjodler Meinrad Koch im norwegischen Teil der Region Sápmi die Saami Marja Mortensson, die den Joik wiederbelebt, eine fast verloren gegangene und jahrhundertelang verbotene und ursprünglich schamanistische Gesangstradition. Im georgischen Rustavi engagiert sich Ninuca Kakhiani im Jugendchor Tutarchela. Die beiden Protagonistinnen und der Protagonist halten ihre Traditionen hoch und pflegen sie. Sie interpretieren sie aber auf unterschiedliche Art und Weise und versuchen, sie mit dem modernen Leben zu verknüpfen. Meinrad Koch verbindet den Appenzeller Naturjodel mit Rap, Beatboxing und Pop; Marja Mortensson verknüpft den saamischen Joik mit Jazz und einem klassischen Streichquartett und Tuba. Ninuca Kakhiani und der Jugendchor Tutarchela lassen sich weder von der georgischen Musikethnologie noch von westlichen Georgienfans in eine Ethno-Schublade stecken und singen neben traditionellen und modernen georgischen Liedern auch Volkslieder aus anderen Kulturen, Pop und Filmmusik.
Ausgehend vom Appenzell, beschreiben die drei Protagonisten ihre Herkunft, ihre Beziehung zur Musik, deren Tradition und Bedeutung. Alle drei werden immer wieder beim Singen gezeigt, sei es bei Konzerten, im familiären Kreis, im geselligen Zusammensein oder bei Proben.

## Protagonisten

### Meinrad Koch
Hauptfigur ist der junge Jodler und Lebensmitteltechniker Meinrad Koch aus dem appenzellischen Gonten, der gewissermassen durch den Film führt. Koch ist als ältester von fünf Söhnen einer Bauernfamilie mit dem Naturjodel aufgewachsen, dem Rugguserli. Er ist Mitglied beim 2006 von Noldi Alder gegründeten Hitzigen Appenzeller Chor. Der Chor verbindet den traditionellen Appenzeller Naturjodel mit zeitgenössischen Musikstilen, ein typisches Beispiel für Rootsmusik.
Nach einer Lehre zum Bäcker studierte Meinrad Koch Lebensmitteltechnologie an der Zürcher Hochschule für Angewandte Wissenschaften in Wädenswil, wo er im Bereich der Entomophagie (Insektenverzehr) forscht. 2015 entwickelte er einen Mehlwurmriegel, für den er von der Schweizerischen Gesellschaft für Lebensmittel-Wissenschaft und -Technologie einen Preis gewann.

### Marja Mortensson
Die 25-jährige Joikerin Marja Mortensson aus dem mittelnorwegischen Sápmi, dem traditionellen Gebiet der Saami (auch Samen), ist in einer Familie aufgewachsen, die von der Rentierzucht lebt. Ihre Kultur haben die Süd-Saami nach jahrhundertelanger Repressionspolitik durch die Skandinavier fast verloren. Marja hat sich zur Aufgabe gemacht, den südsaamischen Joik-Stil wieder zu beleben. In Kontakt mit dem Joik kam Marja erstmals in der saamischen Schule in Svahken Sijte durch den Musiker Frode Fjellheim, der die Kinder mit dem südsaamischen Joik vertraut machte.

### Ninuca Kakhiani
Ninuca Kakhiani ist Musikstudentin am Konservatorium in Georgiens Hauptstadt Tiflis und singt im international bekannten Jugendchor Tutarchela (Mondlicht). Aufgewachsen ist sie in einer musikalischen Familie in der postsowjetischen Industriestadt Rustavi. Schon als Kind lernte sie die georgische Sängerin und Chorleiterin Tamar Buadze kennen, die 2009 den Jugendchor gegründet hatte, um Kindern und Jugendlichen die georgische Gesangskultur näherzubringen.

## Hintergrund und Forschung
Die musikethnologische Forschung, die hinter dem Film steckt, beschäftigt sich vor allem mit Musik-Revival-Theorien. Das Narrativ, das hinter den verschiedenen Volksliedtraditionen steckt, ist immer dasselbe: Die Gesänge seien jahrhundertealt und bis heute überliefert worden. Dabei geht vergessen, dass es in allen drei Kulturen zu unterschiedlichen Zeiten und aus unterschiedlichen Gründen Bestrebungen gab und immer noch gibt, Volksmusik in eine feste Form zu pressen und sie dadurch zu vereinheitlichen, zu nationalisieren.
In der Schweiz, wo das Jodeln als nationale Tradition gilt, wurde vom Eidgenössischen Jodlerverband einerseits und während der Geistigen Landesverteidigung anderseits der Jodel aus patriotischen Gründen und als Abgrenzung gegenüber fremden Einflüssen und modernen Kunstformen vereinheitlicht und reglementiert.
In Sápmi erlebt der Joik als Stärkung der saamischen Identität und als Widerstand gegen die jahrhundertelange Repressionspolitik durch die Skandinavier seit den 1960ern ein Revival. Reglementierungen über den saamischen Joik wurden unter anderem an der Sámi Council Conference 2008 in Rovaniemi festgelegt, ein Unterfangen, das von Musikethnologen als wichtig, aber gleichzeitig auch als einengend beurteilt wird, da durch diese Reglementierungen saamische Joiks als statisch und unveränderbar gehandelt werden.
In Georgien wird die georgische Polyphonie inklusive des georgischen Jodelns Krimanchuli als Abgrenzung gegen die sowjetische Vergangenheit und als Stärkung der georgischen Identität und ihrer Nähe zu Europa besonders stark seit der Rosenrevolution 2003 gefördert. Damit einher geht ebenfalls eine starke Reglementierung der stilistischen Merkmale georgischer Polyphonie durch staatliche Einrichtungen.
Die Protagonisten in «Beyond Tradition» versuchen alle, hinter diese Reglementierungen zu schauen und sie zu durchbrechen. Sie suchen nach den ursprünglichen Wurzeln und verbinden diese mit künstlerischer Kreativität, mit Innovationsgeist und Experimentierfreude – dem «Beyond» eben.

## Filmteam

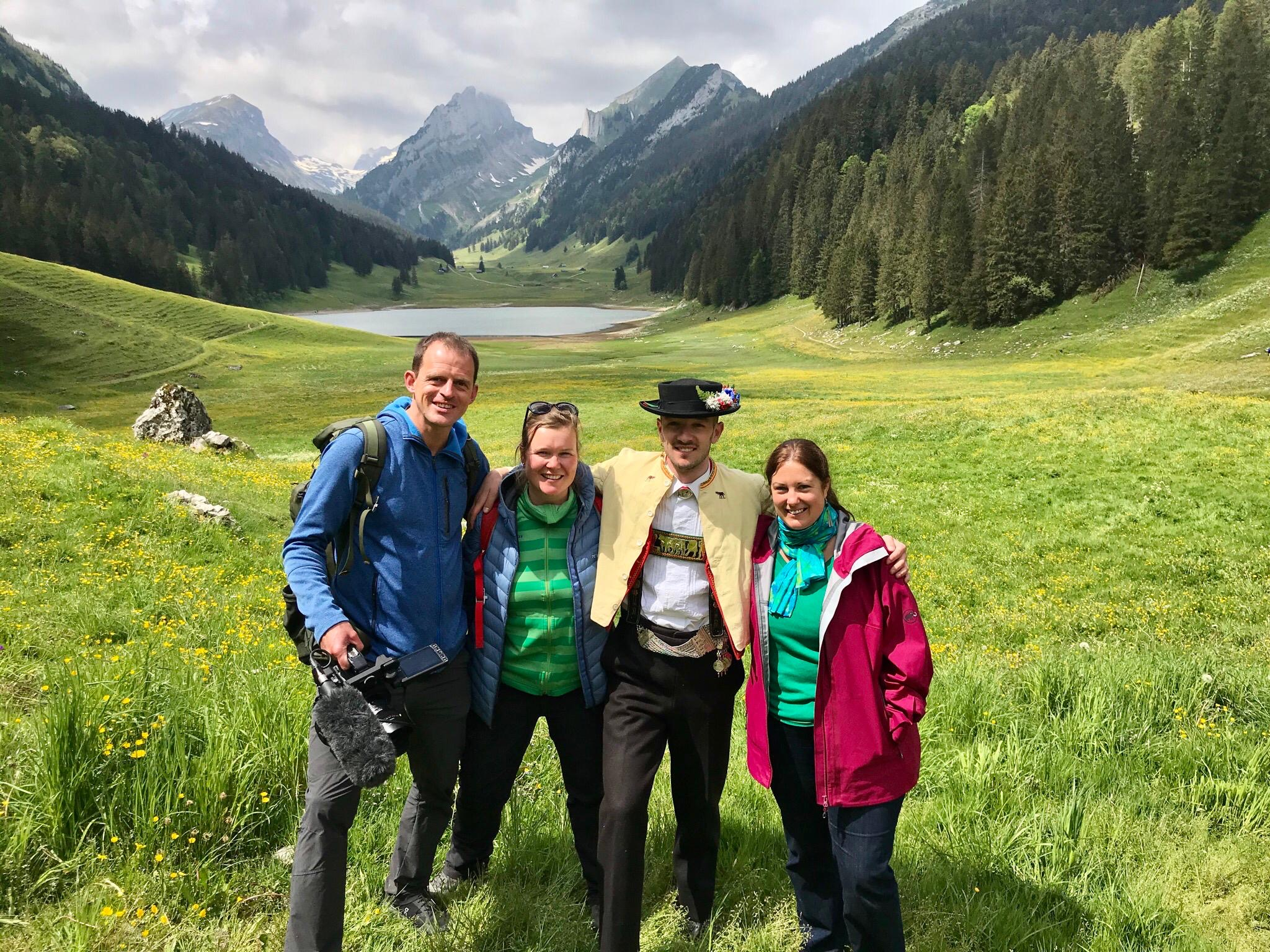
Das Filmteam: Thomas Rickenmann, Rahel von Gunten, Meinrad Koch, Lea Hagmann

### Lea Hagmann (Drehbuch und Regie)
Lea Hagmann (* 1981, Zürich) studierte an der Universität Zürich Englische Sprach- und Literaturwissenschaften, Musikethnologie und Vergleichende Romanische Sprachwissenschaften. Ihre Doktorarbeit schrieb sie über das Musik- und Tanzrevival in Cornwall, an der Universität Bern leitet sie den Studiengang World Arts and Music.
Hagmann arbeitet auch als freie Radiojournalistin in der Musikredaktion von Radio SRF 2 Kultur und ist eine der vier Herausgeberinnen des Schweizer Jahrbuchs für Musikwissenschaft. Sie ist Outreach Officer beim British Forum for Ethnomusicology (BFE), Komiteemitglied beim European Seminar for Ethnomusicology (ESEM) und bei der Schweizerischen Gesellschaft für Ethnomusikologie.

### Rahel von Gunten (Drehbuch und Regie)
Rahel von Gunten (* 1983, Zürich) ist in Zollikon bei Zürich aufgewachsen. Heute lebt die ausgebildete Heilpädagogin in Bern, entwickelt Drehbücher und führt Regie.
Im Herbst 2020 kam ihr erster Kinodokumentarfilm «Im Berg dahuim» in Zusammenarbeit mit Thomas Rickenmann in schweizerische und deutsche Kinos. An der Hochschule der Künste in Bern schloss sie den Studiengang Certificate of Advanced Studies, Dokumentarfilm (CAS) ab. «Die tiefe Auseinandersetzung mit Menschen und ihren immateriellen Kulturgütern, der respektvolle Umgang mit Tieren und der Natur, prägen ihre Neugier und sind treibende Kraft in ihren Filmarbeiten.»

### Thomas Rickenmann (Produzent, Kamera)
Thomas Rickenmann (* 1978, Wattwil) ist ein Filmemacher aus dem Toggenburg. Seine Filme «Silvesterchlausen», «S’Bloch», «Alpzyt» und «z’Alp» haben einen starken Bezug zu den Traditionen des Appenzells. «Alpzyt» war 2016 der erfolgreichste Schweizer Kinodokumentarfilm.

## Auszeichnung
Im Juli 2023 wurde «Beyond Tradition» von der grössten musikethnologischen Gesellschaft ausgezeichnet, der International Council of Traditional Music.

## Rezeption
- Ein überraschend stimmiger Film mit vielen Gänsehaut-Momenten.[12]
- Lea Hagmann und Rahel von Gunten haben mit «Beyond Tradition» einen geschmackvollen Film geschaffen, der uns in die Klangwelt dreier Kulturen entführt.[13]
- The film includes beautiful music and showcases excellent materials. Beyond Tradition is able to capture different cultures and practices, places and musical activities.[14]